# José Iturbi

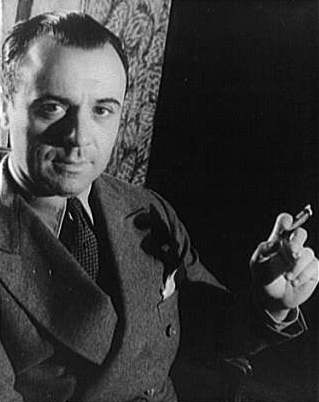
José Iturbi

José Iturbi Báguena (Valencia, 28 november 1895 - 28 juni 1980) was een Spaans orkestdirigent, pianist en klavecinist.

## Levensloop
Op jonge leeftijd toonde Iturbi talent voor klassieke muziek. Hij begon muziekstudies in Valencia, en vervolgens aan het Parijse conservatorium. Hij volgde er klavecimbellessen bij Wanda Landowska. Vanaf 1912 begon hij wereldwijde tournees te maken. In 1929 trad hij voor het eerst in New York op.
Van 1911 tot 1937 begeleidde hij vaak de violist Manuel Quiroga. Ze waren samen in New York toen Quiroga op 8 juni 1937 aangereden werd door een vrachtwagen op Times Square en dit het einde betekende van zijn carrière.
Iturbi trad in 1933 voor het eerst op als dirigent. Dit vond plaats in Mexico City. In april 1936 werd hij gewond als gevolg van een vliegtuigongeluk in Trinidad. Hij vreesde dat hij niet meer zou kunnen optreden, maar het viel nog mee. Na enkele maanden werd hij dirigent van de Rochester Philharmonic Orchestra in Rochester, New York, en bleef dit tot in 1944. Hij werd ook de dirigent van het Symfonie Orkest van Valencia. Hij concerteerde vaak met zijn zus, Amparo Iturbi, die een bekende pianiste was.
Iturbi trad in de jaren veertig ook op in filmmusicals, zoals Thousands Cheer (1943) en Anchors Aweigh (1945), met Gene Kelly en Frank Sinatra, voor MGM en Three Daring Daughters (1948), waarin zijn partner Jeanette MacDonald was. In A Song to Remember, een biografische film gewijd aan Frédéric Chopin, speelde Iturbi de begeleidende pianomuziek, terwijl Cornel Wilde Chopin verbeeldde en deed alsof hij de piano bespeelde.
José Iturbi bleef concerteren tot hij over de tachtig was. Uiteindelijk kreeg hij hartproblemen en overleed hij toen hij 84 was.
Iturbi had vele jaren zijn secretaresse Marion Seabury als partner. Na zijn dood nam zij het initiatief voor de stichting van de José Iturbi Foundation.
Twee wedstrijden dragen de naam José Iturbi:
- de Valencia International Piano Competition Prize Iturbi (vanaf 1981),
- de José Iturbi International Music Competition (vanaf 2007) voor piano en operazangers.

## Privé
Iturbi trouwde in 1916 met María Giner de los Santos die in 1928 overleed. Ze hadden een dochter, geboren in 1918, die trouwde met de Amerikaanse violist Stephen Hero. Ze kregen twee dochters, Maria Antonia en Maria Theresa, alvorens te scheiden in 1939. De dochter Iturbi kreeg het hoederecht, maar haar eigen vader verzocht de rechtbank om haar die te ontnemen vanwege haar psychische problemen. In 1946 pleegde ze zelfmoord. Hero kreeg voortaan het hoederecht, hoewel ook Iturbi die aanvankelijk had opgeëist.

## Voetnoten
1. ↑  José Iturbi- Bio, Albums, Pictures – Naxos Classical Music. Naxos.com.
2. ↑  Jean-Pierre Thiollet, 88 notes pour piano solo, « Solo de duo », Neva Editions, 2015, p.97. ISBN 978-2-3505-5192-0
3. ↑  Jose Iturbi (Conductor, Piano, Harpsichord). Bach Cantatas Website.
4. ↑  "Courthouse Kiss Ends Legal Fight", Google News (Spokane Daily Chronicle). Gearchiveerd op 29 augustus 2023.

- Bibsys: 9074830
- Biblioteca Nacional de España: XX1067781
- Bibliothèque nationale de France: cb14786143k (data)
- Catàleg d'autoritats de noms i títols de Catalunya: 981058511770506706
- Gemeinsame Normdatei: 133846822
- International Standard Name Identifier: 0000 0001 1473 1195
- Library of Congress Control Number: n85376820
- MusicBrainz: 6d540ad5-fce6-413b-84df-c66cfc15c1de
- National Archives and Records Administration: 10568881
- Nationale Bibliotheek van Israël: 987007457471005171
- Nationale Bibliotheek van Polen: a0000002591318
- Nederlandse Thesaurus van Auteursnamen: 303154748
- SNAC: w6gb2fq5
- Trove: 1015180
- Virtual International Authority File: 56874873
- WorldCat: E39PBJjXkG8fPgFHGMKBmwmPQq